# Tour du Limousin 1997
La 30e édition du Tour du Limousin s'est déroulée du 19 au 22 août 1997, et a vu s'imposer l'Estonien Lauri Aus.

## Classements des étapes
| Étape     | Date    | Villes étapes          | Vainqueur d'étape | Équipe                | Leader du classement général | Équipe  |
| 1re étape | 19 août | Limoges - Guéret       | Gilles Bouvard    | Festina               | Gilles Bouvard               | Festina |
| 2e étape  | 20 août | Moutier-d'Ahun - Tulle | Frédéric Guesdon  | La Française des jeux | Gilles Bouvard               | Festina |
| 3e étape  | 21 août | Tulle - Saint-Junien   | Lauri Aus         | Casino                | Lauri Aus                    | Casino  |
| 4e étape  | 22 août | Saint-Junien - Limoges | Bruno Boscardin   | Festina               | Lauri Aus                    | Casino  |

## Classement final
| 1.  | Lauri Aus          | Casino                     |
| 2.  | Gilles Bouvard     | Festina                    |
| 3.  | Cédric Vasseur     | Gan                        |
| 4.  | Maurizio Fondriest | Cofidis                    |
| 5.  | Jean-Cyril Robin   | US Postal                  |
| 6.  | Peter Luttenberger | Rabobank                   |
| 7.  | Bruno Boscardin    | Festina                    |
| 8.  | Fabian Jeker       | Festina                    |
| 9.  | Melchior Mauri     | ONCE                       |
| 10. | Gilles Maignan     | Mutuelle de Seine-et-Marne |